# Национальная гвардия Калифорнии

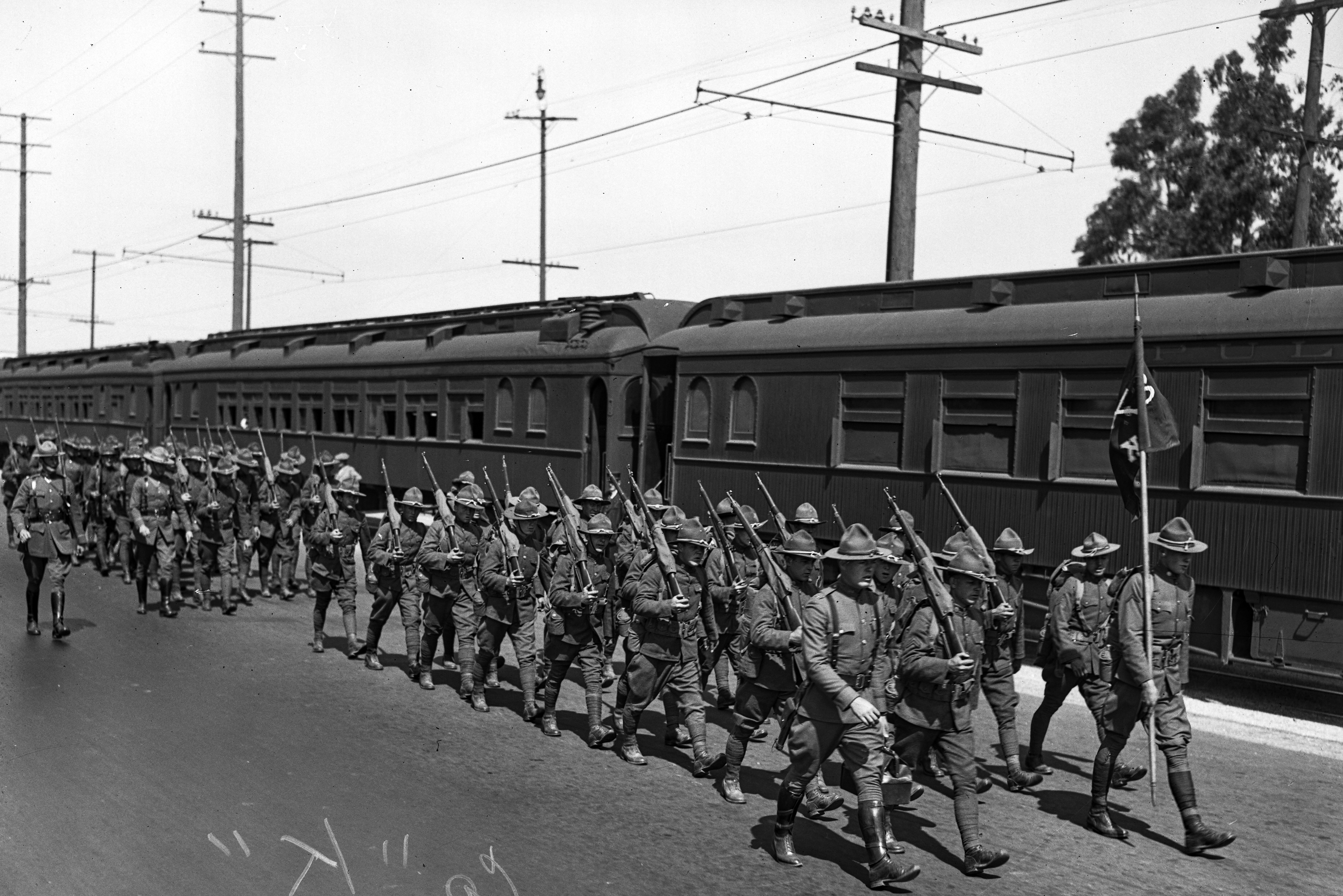
Войска 160-го пехотного полка Национальной гвардии Калифорнии прибывают в Лос-Анджелес, 17 августа 1924 года

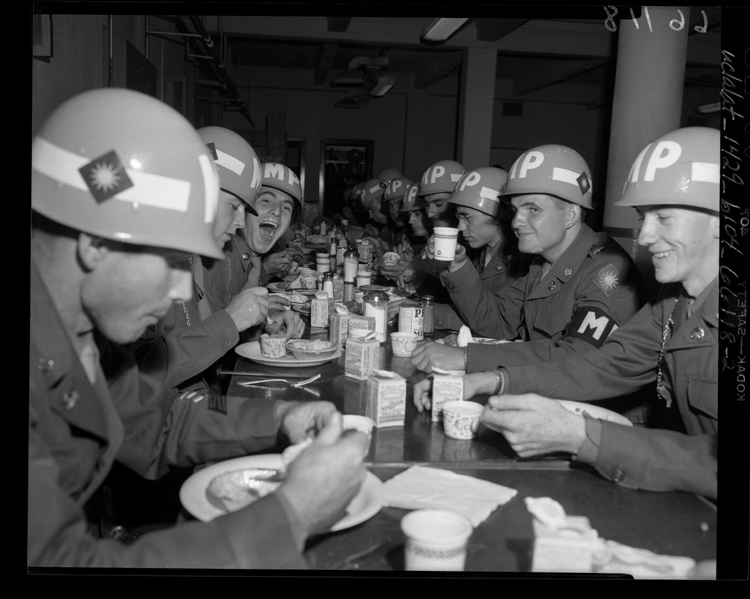
Гвардейцы из Национальной гвардии Калифорнии, 1950 год

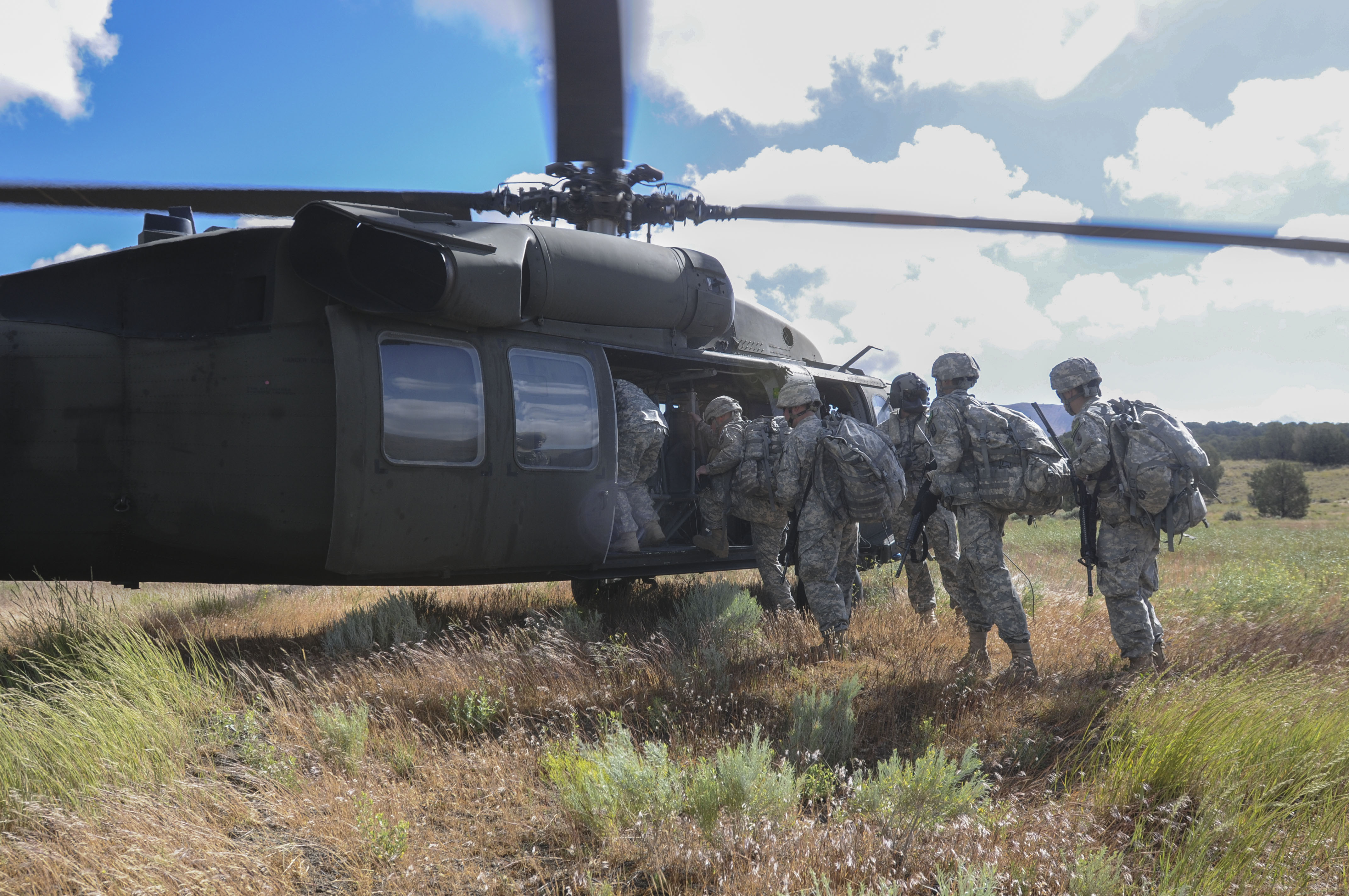
Военнослужащие Национальной гвардии Калифорнии садятся в военный вертолёт UH-60 Black Hawk во время учений в Кэмп-Уильямсе, штат Юта, в 2014 году

Национальная гвардия Калифорнии (англ. California National Guard, сокр. Cal Guard) — часть Национальной гвардии США, двойного резервно-военного формирования, подчиняющаяся как федеральному правительству, так и штату Калифорния. Она состоит из трёх компонентов: Армии Национальной гвардии Калифорнии, Военно-воздушных сил Национальной гвардии Калифорнии и Государственной гвардии Калифорнии. По состоянию на 2025 год, Национальная гвардия Калифорнии насчитывает около 24 000 человек, что делает её одной из крупнейших сил Национальной гвардии в Соединённых Штатах.
С 2001 года военнослужащие Национальной гвардии Калифорнии были развернуты за границей более 38 000 раз. Тридцать один военнослужащий Национальной гвардии Калифорнии погиб, выполняя задачи за пределами страны в рамках операций в Ираке, Афганистане, Кувейте и на базе Гуантанамо.
Конституция США возлагает на Национальную гвардию выполнение как федеральных, так и государственных задач. Под контролем губернатора штата Национальная гвардия может выполнять ограниченные функции в неэкстренных ситуациях или обеспечивать полномасштабное правоприменение в условиях военного положения, когда местные правоохранительные органы не могут поддерживать гражданский контроль. Национальная гвардия может быть призвана на федеральную службу по призыву президента или Конгресса.
Когда войска Национальной гвардии привлекаются к федеральной службе, президент исполняет обязанности главнокомандующего. Федеральная миссия, возложенная на Национальную гвардию, заключается в «предоставлении должным образом обученных и оснащённых подразделений для быстрой мобилизации в случае войны, национальной чрезвычайной ситуации или по мере необходимости».
Губернатор Калифорнии может призывать отдельных лиц или подразделения Национальной гвардии Калифорнии на службу в штате во время чрезвычайных ситуаций или особых обстоятельств. Миссия штата Национальной гвардии заключается в следующем: «Предоставлять обученные и дисциплинированные силы для ликвидации внутренних чрезвычайных ситуаций или в соответствии с другими положениями закона штата».

## Федеральное развёртывание в 2025 году и судебный иск
В июне 2025 года Национальная гвардия Калифорнии оказалась в центре громкого юридического и политического спора после того, как президент Дональд Трамп издал меморандум о федерализации до 4000 членов гвардии и отправке примерно 700 морских пехотинцев США в Лос-Анджелес в связи с протестами, последовавшими за федеральными иммиграционными рейдами. Губернатор Гэвин Ньюсом решительно выступил против этого шага, утверждая, что он превышает президентские полномочия в соответствии с разделом 10 Кодекса США и является ненужным, учитывая контроль местных правоохранительных органов.
9 июня штат Калифорния подал иск в Северный округ Калифорнии против президента США Дональда Трампа (дело Ньюсом против Трампа), требуя временного запрета на развертывание национальной гвардии в рамках исполнительного указа. В иске утверждается, что этот указ нарушает 252 § 10-го раздела Кодекса США, Десятую поправку к Конституции США и Закон о комитатском отряде.
12 июня 2025 года судья Чарльз Брейер Федерального окружного суда в Сан-Франциско вынес 36-страничное постановление, вернув контроль над Национальной гвардией губернатору Ньюсому. Во втором абзаце постановления говорится:
На данной ранней стадии разбирательства суд должен определить, соответствовали ли действия президента установленной Конгрессом процедуре. Они не соответствовали. Действия президента были незаконными, поскольку выходили за рамки его законодательных полномочий и нарушали Десятую поправку к Конституции Соединённых Штатов. В связи с этим президент должен незамедлительно передать управление Национальной гвардией Калифорнии губернатору штата Калифорния.

## Состав
- Армия Национальной гвардии Калифорнии[англ.]
- Военно-воздушные силы Национальной гвардии Калифорнии[англ.]
- Государственная гвардия Калифорнии[англ.]

## Военный музей
Военный музей Национальной гвардии Калифорнии расположен в Историческом музее Кэмп-Робертс. Сайт militarymuseum.org предоставляется в качестве публичной услуги Военным департаментом Калифорнии.

## Генерал-адъютант
Мэтью П. Биверс ― генерал-майор и начальник штаба Калифорнии. Он был назначен на эту должность губернатором Калифорнии Гэвином Ньюсомом 1 августа 2022 года.

## Военная академия
Национальная гвардия Калифорнии управляет Военной академией Калифорнии в лагере Сан-Луис-Обиспо, где расположена программа подготовки офицеров (OCS). Эта академия обучает квалифицированных рядовых, уорент-офицеров и гражданских лиц для получения офицерских званий в Армии Национальной гвардии Калифорнии.
После завершения базовой боевой подготовки, курсанты проходят ежемесячные учения в течение примерно 16–18 месяцев, за которыми следует двухнедельное ежегодное обучение. Выпускники получают звание второго лейтенанта в Армии Национальной гвардии.

## Также к прочтению
- Hudson, James J. "The California National Guard: In the San Francisco earthquake and fire of 1906." California Historical Quarterly 55.2 (1976): 137-149. online

## Внешние ссылки
- Библиография по истории Национальной гвардии армии Калифорнии составлено Центром военной истории армии США[англ.]
- Офис генерал-адъютанта
- Национальная гвардия Калифорнии
- Государственная гвардия Калифорнии
- Калифорнийский военный музей
- Коллекция фотографий Национальной гвардии Калифорнии Центр наследия и образования армии США, Карлайл, Пенсильвания.